# Sandy Patton
Sandy Patton (* 8. März 1948 in Inkster (Michigan)) ist eine amerikanische Sängerin des Modern Jazz.
Patton stammt aus einer musikalischen Familie und begann als kleines Mädchen zu singen. Eine ihrer Cousinen war ein Mitglied der Marvelettes. Während ihres Studiums an der Howard University begann sie professionell als Musikerin zu arbeiten, zunächst mit Face of the Earth, mit denen sie auch aufnahm. Dann gründete sie mit Spirit ihre eigene Band, um dann für drei Jahre Mitglied der Band von Lionel Hampton zu werden. Weiterhin arbeitete sie unter anderem mit Dizzy Gillespie, Paquito D’Rivera,  Cab Calloway, Joe Haider, Jimmy Woode, Al Grey, Junior Mance, Benny Bailey und Ray Brown. Sie ist weiterhin an Einspielungen von Grand Mother’s Funck, Rainer Glas, Peter Schärli und Martin Schrack beteiligt und singt auch symphonische Gospel im Duett mit Esther Feingold.
Sie war von 1995 bis 2013 Professorin für Jazzgesang an der Swiss Jazz School bzw. der Hochschule der Künste Bern.

## Diskographische Hinweise
- Waltz Forever, My Love (1996)
- The Jazz Age Sextet & Kammerorchester Schloß Werneck Happy Birthday, Duke! (1999)
- Paradise Found (2002)
- Painting Jazz (2007)
- Friends 4 Friends A Family Affair (2008, mit Wege Wüthrich, Franz Biffiger, Michel Poffet, David Elias)